# Završnica Hrvatskog nogometnog kupa 1940./41.
Hrvatski nogometni savez odlučio je da u završnici natjecanja za Hrvatski pokal igraju Građanski i Concordia, iako u natjecanju koje je započelo 1940. godine nisu odigrane sve utakmice po skupinama. U prvoj utakmici odigranoj 1. rujna 1941. godine nije bilo pobjednika (2:2), te se utakmica morala ponoviti 14. rujna 1941. godine. Građanski je u ponovljenoj utakmici uvjerljivo pobijedio 6:2 te osvojio zlatni Hrvatski pokal. Pokal je Milanu Antolkoviću predao vođa Hrvatskog nogometnog saveza Bogdan Cuvaj.

## Prva utakmica
- Concordia: Zvonimir Monsider, Sarčević, Paviša, Krešo Pukšec, Slavko Pavletić, Hudika, Slavko Beda, Golob, Karlo Muradori, Gradiš, Golec
- Građanski: Franjo Glaser, Miroslav Brozović, Ernest Dubac, Gustav Lechner, Ivan Jazbinšek, Mirko Kokotović, Zvonimir Cimermančić, Franjo Wölfl, August Lešnik, Milan Antolković, Žalant

## Ponovljena utakmica
- Građanski: Franjo Glaser, Miroslav Brozović, Ernest Dubac, Gustav Lechner, Ivan Jazbinšek, Mirko Kokotović, Zvonimir Cimermančić, Franjo Wölfl, August Lešnik, Milan Antolković, Branko Pleše
- Concordia: Zvonimir Monsider, Kramer, Paviša, Krešo Pukšec, Slavko Pavletić, Hudika, Slavko Beda, Golob, Karlo Muradori, Sarčević, Golec